# Паскуале Амато
Паскуале Ама́то (італ. Pasquale Amato; 21 березня 1878, Неаполь, Італія — 12 серпня 1942, Джексон Хайтс, США — італійський оперний співак (баритон), соліст Метрополітен Опера у 1908—1921 роках.

## Біографія
Навчався в неапольській консерваторії «Сан-П'єтро-а-Маджелла» у Беньяміна Кареллі і Вінченцо Ломбарді.
Вперше виступив на сцені у 1900 році в Неаполі, у Театрі Белліні, виконавши партію Жермона-батька в опері «Травіата» Верді.
У 1904 році  Амато Паскуале дебютував у Ковент Гарден.
З 1908 року співак переходить в трупу театру «Метрополітен Опера», де його постійним партнером стає Енріко Карузо. У 1910 році Амато стає першим виконавцем партії Джека Ренса в «Дівчина із заходу» Пуччіні (у виставі також брали участь Ема Дестінова, Енріко Карузо і Адам Дідур).
У 1913 році співак  виконав партію Сірано де Бержерака на світовій прем'єрі однойменної опери  У. Дамроша.
«Метрополітен Опера» Амато залишає у 1921 році. В останні роки він викладав вокал у Нью-Йорку.

## Творчість
Паскуале Амато вважають одним із найвидатніших італійських баритонів, відзначаючи «його специфічний голос, який неможливо сплутати з будь-яким іншим», що відрізняється чудовою силою і дзвінким верхнім регістром, а також чудовою технікою бельканто та бездоганною артикуляцією.

Амато залишив ряд записів арій із різних опер, переважно італійських композиторів.